# Rosalía Abreu
Pour les articles homonymes, voir Abreu.
Rosalia Abreu (1886-1955), épistolière et muse française.
Rosalía Abreu, née le 15 janvier 1862 et morte le 3 novembre 1930, est une philanthrope cubaine et une gardienne d'animaux qui fut la première personne à réussir à élever des chimpanzés en captivité. En 1926, elle soutient d'abord les recherches proposées par Ilia Ivanov pour élever un humanzee, mais elle s'est ensuite rétractée en décidant de ne pas impliquer ses primates dans l'expérience. L'eugéniste américain Robert Yerkes travaille avec Abreu et base certaines de ses recherches sur les progrès qu'elle a réalisé dans le domaine des soins aux primates et achète un grand nombre de ses animaux.

## Biographie
Abreu est née le 15 janvier 1862 dans une famille aisée de la province de Villa Clara, à Cuba. Son père, Pedro Nolasco González Abreu y Jimenes, est propriétaire d'une plantation. Elle a deux sœurs, Marta Abreu (es) et Rosa Contreras. Son père meurt en 1873 et sa mère s'installe aux États-Unis avec ses filles cadettes, où Rosalía fréquente l'école Edenhall à Torresdale, en Pennsylvanie. Elle se rend ensuite en France, où elle épouse en 1883 un médecin cubain, Domingo Sanchez Toledo, avec qui elle aura cinq enfants. Elle retourne à Cuba en 1899, où elle vit dans une vaste propriété, Las Delicias, héritée de ses parents, et y établit ce qui est alors la plus grande collection de primates au monde.
La collection comprend plus de 200 primates, appartenant à plus de quarante espèces, dont certains portent des vêtements et vivent dans la maison avec Abreu. Elle achète son premier primate, une femelle macaque, entre 1892 et 1897, alors qu'elle vit en France. Son premier chimpanzé, Chimpita, est acquis en 1902, mais les autres sont gardés dans de grandes cages aérées, au chaud et avec une alimentation végétarienne. Reconnaissant l'importance des interactions sociales pour les primates, Abreu leur permet de passer du temps ensemble. En 1906, Abreu créée la première pouponnière de primates au monde.
Le 27 avril 1915, elle devient la première personne au monde à élever des chimpanzés en captivité, après la naissance d'Anumá,,. Les parents sont Jimmy et Cucusa et un rapport sur la naissance est publié par l'anthropologue Louis Montané, professeur à l'université de Cuba. Parmi les autres chimpanzés appartenant à Abreu, on peut citer : Jim (mort en 1935 au jardin zoologique de Philadelphie), Mona (première mère chimpanzé à donner naissance à des jumeaux en captivité), Bula et Gua. En 1916, Isadora Duncan visite la collection et en commente la taille. Bien qu'elle soit surtout connue pour son travail avec les chimpanzés, des orangs-outans figurent également dans la collection d'Abreu, notamment Guas et Guarina, qui vécurent plus tard au zoo de Philadelphie.
Accueillant les visiteurs et les chercheurs, Abreu reçoit le psychologue Robert Yerkes à Cuba en 1924, où il consigne de nombreux principes de soins aux animaux de sa collection. Il est accompagné dans ce voyage de recherche par Harold C. Bingham, Josephine Ball et Prince Chim, un chimpanzé. Les travaux d'Abreu constituent la base du livre de Yerkes sur la primatologie intitulé Almost Human,.
En 1926, Abreu est contactée par le scientifique russe Ilia Ivanov, qui lui demande si l'un de ses chimpanzés mâles accepterait d'inséminer une femme humaine volontaire afin d'obtenir un hybride homme-singe. Dans un premier temps, Abreu accepte de fournir un animal pour l'« expérience », mais à la suite de menaces du Ku Klux Klan, elle se rétracte,.

## Héritage
Abreu meurt dans sa propriété de Villa Palatino le 3 novembre 1930. Au moment de sa mort, seuls sept chimpanzés ont été élevés en captivité, dont quatre dans sa propriété. Après sa mort, son fils, Pierre, créé le Rosalía Abreu Memorial Fund aux Yale Laboratories of Primate Biology (YLPB), qui a soutenu la publication de travaux de recherche. Plusieurs de ses chimpanzés sont transférés au laboratoire de Yerkes après la mort de Rosalía Abreu. Un autre legs de sa succession est la création de l'École technique industrielle pour femmes de la Fondation Rosalía Abreu, qui a été créée en 1934.